# Большой зал Санкт-Петербургской филармонии
Большой зал Санкт-Петербургской филармонии ― концертный зал в Санкт-Петербурге. Является основной концертной площадкой Санкт-Петербургской академической филармонии им. Д. Д. Шостаковича.
Большой зал Санкт-Петербургской филармонии, открывшейся в 1921 году, находится в здании бывшего Дворянского собрания. Это здание было построено в 1839 году архитектором Полем Жако (фасад спроектировал Карл Росси). Жако создал большой трёхсветный белоколонный зал с прекрасной акустикой, вмещающий более 1500 человек. Нумерованных мест насчитывается 1318, бо́льшая их часть расположена в партере.
Вскоре после своего основания зал стал центром музыкальной жизни Петербурга; в нём выступали такие музыканты, как Ференц Лист, Гектор Берлиоз, Рихард Вагнер, Густав Малер, Антон Рубинштейн, Клара Шуман, Полина Виардо, Пабло Сарасате. Здесь состоялись первые исполнения многих произведений классиков русской музыки: Бородина, Мусоргского, Чайковского, Римского-Корсакова и других.
12 июня 1921 года была торжественно открыта Петроградская филармония. Симфоническим концертом в честь открытия дирижировал Э. А. Купер. 12 мая 1926 года в Большом зале состоялось первое исполнение Первой симфонии Дмитрия Шостаковича. В 1931 году в зале установили концертный орган фирмы «E. F. Walcker» (позднее, в 2004 году, он был заменён на новый фирмы «Klais»). В 1939 году была осуществлена реконструкция зала.
С 1921 года основным исполнительским коллективом в Большом зале является симфонический оркестр Санкт-Петербургской филармонии. Помимо концертной, Большой зал ведёт музыкально-лекционную и издательскую деятельность; при нём имеется библиотека. Благодаря прекрасной акустике здесь осуществляют записи ведущие мировые звукозаписывающие компании.